# Eldorado Road
Eldorado Road (Eldorado) è un film del 2008 scritto e diretto da Bouli Lanners, che interpreta anche uno dei due protagonisti.
Presentato nella Quinzaine des Réalisateurs al 61º Festival di Cannes, è stato candidato al Premio César per il miglior film straniero.

## Produzione
Le riprese del film sono state effettuate in Vallonia tra l'11 giugno e il 4 agosto 2007.

## Riconoscimenti
- 2008 - Premio André Cavens